# Зелений Гай (селище, Куп'янський район)
Зелений Гай — селище в Україні, у Великобурлуцькій селищній громаді Куп'янського району Харківської області. Населення становить 371 осіб. До 2020 орган місцевого самоврядування — Червонохвильська сільська рада.

## Географія
Селище Зелений Гай знаходиться за 2 км від річки Великий Бурлук (правий берег), за 3 км розташоване село Червона Хвиля. Село розділене на 2 частини лісовим масивом (дуб), поруч протікає струмок на якому зроблено загату. Поруч проходить автомобільна дорога Т 2111.

## Історія
1922 — дата заснування.
12 червня 2020 року, відповідно до розпорядження Кабінету Міністрів України № 725-р «Про визначення адміністративних центрів та затвердження територій територіальних громад Харківської області», увійшло до складу Великобурлуцької селищної громади.
19 липня 2020 року, в результаті адміністративно-територіальної реформи та ліквідації Великобурлуцького району, селище увійшло до складу Куп'янського району Харківської області.
Російська окупація селища почалася 24 лютого 2022 року. 
11 вересня 2022 року воїни Збройних Сил України в ході Харківської контрнаступальної операції звільнили від російських окупантів населені пункти Великобурлуцької селищної територіальної громади.

## Населення

### Мова
Розподіл населення за рідною мовою за даними перепису 2001 року:
| Мова       | Відсоток |
| ---------- | -------- |
| українська | 96,8 %   |
| російська  | 3,2 %    |

## Економіка
У селищі є молочно-товарна ферма та машинно-тракторні майстерні.